# Maureen MacDonald
Pour les articles homonymes, voir MacDonald.
Maureen MacDonald est une femme politique canadienne, néo-écossaise. Elle est députée d'Halifax-Needham (en) à l'Assemblée législative de la Nouvelle-Écosse de 1998 à 2016 et chef par intérim du NPD de 2013 à 2016, à la suite de la démission de l'ancien premier ministre Darrell Dexter après la défaite du Nouveau Parti démocratique à l'élection provinciale de 2013. 